# Znamensk (Oblast' di Kaliningrad)
Znamensk (in russo Зна́менск? , in tedesco: Wehlau, in lituano: Vėluva; in polacco: Welawa) è un comune dell'Oblast di Kaliningrad, in Russia. Si trova sulla riva destra del fiume Pregolja, alla sua confluenza con il fiume Łyna, circa 50 km a est di Kaliningrad.
Il sito dell'attuale Znamensk era in origine una fortezza degli antichi prussiani, con vicino un insediamento chiamato Velowe. I Cavalieri Teutonici fortificarono l'area ed iniziarono a colonizzarla con tedeschi, dando al villaggio il nome di Wehlau. 
Con il Trattato di Wehlau, firmato nella città nel 1657, Federico Guglielmo, Elettore del Brandeburgo, ricevette la sovranità sul Ducato di Prussia. Nel 1818 divenne capoluogo del circondario di Wehlau nella Prussia Orientale, all'interno del Regno di Prussia. Nel 1871 Wehlau fu unita all'Impero tedesco.
Alla fine della seconda guerra mondiale, all'inizio del 1945, la città fu devastata dall'Armata Rossa sovietica. Il centro storico della città fu completamente distrutto, e la popolazione tedesca fu allontanata durante l'evacuazione della Prussia Orientale o con l'espulsione dopo la fine del conflitto. Divenne parte dell'Oblast di Kaliningrad e fu chiamata Znamensk, dopo essere stata ridimensionata a insediamento rurale.
Il matematico David Hilbert è nato a Wehlau nel 1862.